# Igrzyska Panamerykańskie 2011
XVI Igrzyska Panamerykańskie – multidyscyplinarne zawody sportowe, które odbywały się od 14 do 30 października 2011 roku w Guadalajarze.
Gospodarza imprezy wybrano 2 czerwca 2006 w Buenos Aires – meksykańskie miasto było jedynym kandydatem do przeprowadzenia igrzysk. Podczas zawodów około 6000 zawodników z 42 krajów rywalizowało w 36 dyscyplinach. Rozdanych zostało 361 kompletów medali. Igrzyska są największą multidyscyplinarną imprezą sportową na świecie w roku 2011.
Zawody w pływaniu, piłce ręcznej, pięcioboju nowoczesnym i kajakarstwie były jedną z eliminacji do startu na igrzyskach olimpijskich w Londynie latem 2012.

## Państwa uczestniczące w igrzyskach
W nawiasach (  ) została podana liczba reprezentantów danego kraju.
| - Argentyna (486) - Antigua i Barbuda (7) - Antyle Holenderskie (11) - Aruba (17) - Bahamy (22) - Barbados (52) - Belize (10) - Bermudy (14) - Boliwia (34) - Brazylia (519) - Brytyjskie Wyspy Dziewicze (3) - Chile (308) - Dominika (5) - Dominikana (214) | - Ekwador (167) - Grenada (5) - Gujana (19) - Gwatemala (140) - Haiti (12) - Honduras (22) - Jamajka (61) - Kajmany (12) - Kanada (492) - Kolumbia (284) - Kostaryka (90) - Kuba (443) - Meksyk (638) - Nikaragua (31) | - Panama (47) - Paragwaj (28) - Peru (137) - Portoryko (254) - Saint Lucia (4) - Saint Kitts i Nevis (6) - Saint Vincent i Grenadyny (4) - Salwador (78) - Stany Zjednoczone (618) - Surinam (11) - Trynidad i Tobago (94) - Urugwaj (113) - Wenezuela (385) - Wyspy Dziewicze Stanów Zjednoczonych (16) |

## Rezultaty
| - Badminton (szczegóły) - Baseball (szczegóły) - Boks (szczegóły) - Gimnastyka (szczegóły) - Hokej na trawie (szczegóły) - Jeździectwo (szczegóły) - Judo (szczegóły) - Karate (szczegóły) - Kajakarstwo (szczegóły) - Kolarstwo (szczegóły) - Koszykówka (szczegóły) - Lekkoatletyka (szczegóły) - Łucznictwo (szczegóły) - Narciarstwo wodne (szczegóły) - Pelota (szczegóły) - Pięciobój nowoczesny (szczegóły) - Piłka nożna (szczegóły) - Piłka ręczna (szczegóły) - Piłka siatkowa (szczegóły) | - Piłka wodna (szczegóły) - Pływanie (szczegóły) - Pływanie synchroniczne (szczegóły) - Racquetball (szczegóły) - Rugby 7 (szczegóły) - Podnoszenie ciężarów (szczegóły) - Siatkówka plażowa (szczegóły) - Skoki do wody (szczegóły) - Softball (szczegóły) - Squash (szczegóły) - Strzelectwo (szczegóły) - Szermierka (szczegóły) - Taekwondo (szczegóły) - Tenis ziemny (szczegóły) - Tenis stołowy (szczegóły) - Triathlon (szczegóły) - Wioślarstwo (szczegóły) - Wrotkarstwo (szczegóły) - Zapasy (szczegóły) - Żeglarstwo (szczegóły) |

## Klasyfikacja medalowa
| Miejsce | Kraj                | Złoto | Srebro | Brąz | Razem |
| 1       | Stany Zjednoczone   | 92    | 79     | 66   | 237   |
| 2       | Kuba                | 58    | 35     | 43   | 136   |
| 3       | Brazylia            | 48    | 35     | 58   | 141   |
| 4       | Meksyk              | 42    | 41     | 50   | 133   |
| 5       | Kanada              | 30    | 40     | 49   | 119   |
| 6       | Kolumbia            | 24    | 25     | 35   | 84    |
| 7       | Argentyna           | 21    | 19     | 35   | 75    |
| 8       | Wenezuela           | 11    | 27     | 33   | 71    |
| 9       | Dominikana          | 7     | 9      | 17   | 33    |
| 10      | Ekwador             | 7     | 8      | 9    | 24    |
| 11      | Gwatemala           | 7     | 3      | 5    | 15    |
| 12      | Portoryko           | 6     | 8      | 8    | 22    |
| 13      | Chile               | 3     | 16     | 24   | 43    |
| 14      | Jamajka             | 1     | 5      | 1    | 7     |
| 15      | Bahamy              | 1     | 1      | 1    | 3     |
| 15      | Kajmany             | 1     | 1      | 1    | 3     |
| 17      | Antyle Holenderskie | 1     | 0      | 1    | 2     |
| 18      | Kostaryka           | 1     | 0      | 0    | 1     |
| 19      | Urugwaj             | 0     | 3      | 2    | 5     |
| 20      | Peru                | 0     | 2      | 5    | 7     |
| 21      | Trynidad i Tobago   | 0     | 2      | 2    | 4     |
| 22      | Saint Kitts i Nevis | 0     | 2      | 0    | 2     |
| 23      | Dominika            | 0     | 1      | 0    | 1     |
| 23      | Salwador            | 0     | 1      | 0    | 1     |
| 25      | Barbados            | 0     | 0      | 2    | 2     |
| 25      | Boliwia             | 0     | 0      | 2    | 2     |
| 25      | Paragwaj            | 0     | 0      | 2    | 2     |
| 28      | Gujana              | 0     | 0      | 1    | 1     |
| 28      | Panama              | 0     | 0      | 1    | 1     |